# Plaque d'immatriculation éthiopienne
 (août 2017).
Si vous disposez d'ouvrages ou d'articles de référence ou si vous connaissez des sites web de qualité traitant du thème abordé ici, merci de compléter l'article en donnant les références utiles à sa vérifiabilité et en les liant à la section « Notes et références ».

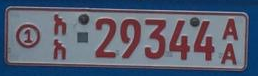
Plaque d'immatriculation d'un taxi

La plaque d’immatriculation en Éthiopie permet, comme tous les types de plaques minéralogiques d’identifier les véhicules. 

## Système d'immatriculation actuel
- Les plaques d'immatriculation écrites en rouge sont destinées aux taxis (avec un 1 entouré en premier chiffre)
- Les plaques d'immatriculation écrites en bleu sont destinées aux particuliers (avec un 2 entouré en premier chiffre)
- Les plaques d'immatriculation écrites vertes sont destinées aux entreprises (avec un 3 entouré en premier chiffre)
- Les plaques d'immatriculation noires sont destinées aux institutions (avec un 4 entouré en premier chiffre)

- Le deux dernières lettres signifie la région
  - AA : Addis-Abeba
  - OR : Oromia